# Jüdischer Friedhof (Aurich)

Der jüdische Friedhof in Aurich

Der Jüdische Friedhof Aurich befindet sich außerhalb des historischen Stadtzentrums von Aurich an der Emder Straße. Er ist nicht öffentlich zugänglich, kann aber im Rahmen von Stadtführungen besichtigt werden. Der Friedhof wird nach dem Untergang der dazugehörigen Gemeinde zur Zeit des Nationalsozialismus nur noch selten für Beerdigungen genutzt. Insgesamt sind etwa 350 Grabsteine erhalten geblieben. Damit gilt er als der zweitgrößte jüdische Friedhof in Ostfriesland.

## Geschichte
Die jüdische Gemeinde Aurich beerdigte ihre Toten zunächst auf dem ältesten jüdischen Friedhof Ostfrieslands in Norden. Am 12. Oktober 1764 bat die Auricher Judenschaft bei der preußischen Königlichen Kriegs- und Domänenkammer um die „Erlaubnis, bei der Stadt Aurich einen Friedhof anlegen zu dürfen“. Dieser Bitte gab die Behörde statt. Daraufhin konnte die Gemeinde im Jahre 1764 das Grundstück erwerben, dessen Belegung ein Jahr später begann. Schon wenige Jahre später bestimmte die Gemeinde 1780 einen eigenen „Kirchhofs-Vorsteher“ für das Friedhofswesen. 1866 wollte die Gemeinde den Friedhof erstmals erweitern. Die dafür erforderliche Genehmigung wurde jedoch abgelehnt. Zur Begründung hieß es, dass auf dem vorhandenen Areal ein großer Teil unbelegt sei und zum Anbau von Kartoffeln und Gemüse vermietet wäre. Im Jahre 1911 konnte die Gemeinde das Friedhofsareal schließlich durch den Ankauf von Nachbarparzellen nahezu verdoppeln. Der Friedhof ist anschließend bis zum Ende der Gemeinde 1940 belegt. Nach Ende des Zweiten Weltkrieges fanden nur noch vereinzelt, so in den Jahren 1998 und 2007, Beerdigungen statt.